# 20.000 đồng (tiền Việt)

Mặt trước đồng tiền 20.000 polymer

20.000 đồng (tiền Việt Nam) là đồng tiền có mệnh giá cao thứ năm của Việt Nam. Đồng tiền cotton được phát hành vào năm 1993, còn đồng tiền polymer được phát hành vào ngày 17/5/2006.

## Thông tin
| Mệnh giá | Kích thước  | Màu chủ đạo | Miêu tả     | Miêu tả               | Miêu tả   | Phát hành           |
| Mệnh giá | Kích thước  | Màu chủ đạo | Mặt trước   | Mặt sau               | Loại giấy | Phát hành           |
| -------- | ----------- | ----------- | ----------- | --------------------- | --------- | ------------------- |
| 20000 ₫  | 140 × 68 mm | Xanh lơ sẫm | Hồ Chí Minh | Xưởng sản xuất đồ hộp | Cotton    | 2/3/1993- 16/5/2006 |
| 20000 ₫  | 136 × 65 mm | Xanh lơ đậm | Hồ Chí Minh | Chùa Cầu              | Polymer   | 17/5/2006           |

Ngân hàng Nhà nước Việt Nam có thông báo số 293/TB-NHNN. Theo đó, kể từ ngày 1/1/2013, loại tiền 20000 đồng cotton hết giá trị lưu hành trên lãnh thổ Việt Nam.